# Garwolin
Garwolin là một thị trấn thuộc huyện Garwoliński, tỉnh Mazowieckie ở trung-đông Ba Lan. Thị trấn có diện tích 22 km². Đến ngày 1 tháng 1 năm 2011, dân số của thị trấn là 16773 người và mật độ 760 người/km².